# Tàngara de coroneta robí
La tàngara de coroneta robí (Tachyphonus coronatus) és un ocell de la família dels tràupids (Thraupidae).

## Hàbitat i distribució
Viu entre la malesa del bosc i vegetació secundària de les terres baixes al sud-est del Brasil, sud-est de Paraguai i nord-est de l'Argentina.